# Norawit Titicharoenrak
Norawit Titicharoenrak (นรวิชญ์ ฐิติเจริญรักษ์; nascido em 13 de junho de 2004) conhecido pelo apelido de Gemini (เจมีไนน์) é um ator tailandês da GMMTV. Gemini começou sua carreira quando apareceu no reality show Thailand School Star 2019. Ele é conhecido por seu papel principal como Tinn em My School President (2023). Ele ganhou o Prêmio de Ator Inovador na GQ: Homens do Ano de 2023.

## Juventude e educação
Norawit nasceu em Banguecoque, Tailândia. Ele foi apelidado de Gemini em homenagem ao seu signo do zodíaco.
Em maio de 2022, Gemini concluiu o ensino secundário na Harrow International Schoo.
Atualmente, ele está cursando Bacharelado em Artes e Ciências em Inovação Integrada (BAScii) na Universidade de Chulalongkorn.

## Carreira
Aos quinze anos, Gemini ingressou no reality show da GMMTV, Thailand School Star 2019, onde terminou como um dos finalistas e assinou contrato de exclusividade com a GMMTV.
Em 2021, Gemini fez uma participação especial como aluno do primeiro ano do ensino médio em Bad Buddy (2021).
Em 2 de dezembro de 2022, a série BL My School President começou a ser exibida no GMM 25, onde interpretou Tinn, o interesse amoroso de Gun, interpretado por Fourth Nattawat.
Gemini também desempenhou o papel de Heart em Midnight Series: Moonlight Chicken (2023).
Durante o evento GMMTV 2023: Diversely Yours, foi anunciado que Gemini apareceria na antologia Our Skyy 2.

### Empreendimentos pessoais
Em novembro de 2023, Gemini tinha mais de 2,3 milhões de seguidores no Instagram. Ele se aventurou no empreendedorismo com sua própria linha de roupas chamada “Divine”.

## Discografia

### Singles
| Título                                                                      | Ano  | Álbum                   | Notas                                                     |
| --------------------------------------------------------------------------- | ---- | ----------------------- | --------------------------------------------------------- |
| "ข้างกัน (City)" (Cover) (Original de th) (com Fourth Nattawat)               | 2022 | My School President OST | Apresentado no Ep 2                                       |
| "ง้อว (Smile Please)" (comFourth, Ford, Satang, Winny, Mark, Captain e Prom) | 2023 | My School President OST | Intro song (Ep 7-9) Apresentado no Ep 7                   |
| "เพลงรัก (Hook)"                                                             | 2023 | My School President OST | Outro song (Ep 7-9) Apresentado no Ep 9 (Versão Acústica) |
| "รักษา (Healing)" (com Fourth, Ford, Satang)                                 | 2023 | My School President OST | Apresentado no Ep 11                                      |
| "แค่ครั้งเดียว (Once Upon a Time)" (com Fourth, Ford, Satang)                   | 2023 | My School President OST | Outro song (Ep 10-12) Apresentado no Ep 12                |
| "เขินให้หน่อย (You're Blushing?)" (com Fourth Nattawat)                        | 2023 |                         |                                                           |
| "รักหน้าตาเหมือนเธอไหม (Love Love Love)"                                       | 2023 | Our Skyy 2 OST          | Apresentado no Ep 9                                       |
| "รักคู่ขนาน (Multi-Love)" (com Fourth, Winny, Satang, Mark, Ford)              | 2023 | Our Skyy 2 OST          | Apresentado no Ep 10                                      |

## Filmografia

### Séries de televisão
| Ano  | Título                             | Personagem | Notas            | Canal  |
| ---- | ---------------------------------- | ---------- | ---------------- | ------ |
| 2021 | Bad Buddy                          | Estudante  | Ep 10            | GMM 25 |
| 2022 | My School President                | Tinn       | Papel principal  | GMM 25 |
| 2023 | Midnight Series: Moonlight Chicken | Heart      | Papel recorrente | GMM 25 |
| 2023 | Our Skyy 2                         | Tinn       | Ep 9-10          | GMM 25 |
| 2024 | My Love Mix-Up!                    | Kongthap   | Papel principal  | GMM 25 |
| 2025 | The Dark Dice                      | Samut      | Papel principal  | GMM 25 |
| TBA  | Ticket to Heaven                   | Barth      | Papel principal  | GMM 25 |

### Programas de televisão
| Ano  | Título                    | Canal        | Notas              |
| ---- | ------------------------- | ------------ | ------------------ |
| 2019 | Thailand School Star 2019 | GMMTV        |                    |
| 2022 | Sound Check               | One31        | Ep 193             |
| 2023 | The Wall Song             | Workpoint TV | Ep 139             |
| 2023 | คุณพระช่วย Khun Pra Chuay   | Workpoint TV | 14 de maio de 2023 |

## Prêmios e Indicações
| Ano  | Associações                | Categoria                     | Nomeações           | Resultado |
| ---- | -------------------------- | ----------------------------- | ------------------- | --------- |
| 2023 | Golden Kinnaree Awards     | Artistas de casais populares  | My School President | Venceu    |
| 2023 | KAZZ Awards 2023           | Prêmio Artista Mais Quente    |                     | Venceu    |
| 2023 | Mint Awards 2023           | Estreante do Ano              |                     | Venceu    |
| 2023 | FEED Y Capital Awards 2023 | Y Casal do Ano                |                     | Venceu    |
| 2023 | HOWE Awards 2023           | As 50 Pessoas Influentes 2023 |                     | Venceu    |
| 2023 | Y Universe Awards          | O Melhor Coadjuvante          | Moonlight Chicken   | Venceu    |
| 2023 | GQ Men of the Year 2023    | Atores inovadores             |                     | Venceu    |
| 2024 | 33rd Seoul Music Awards    | Melhor Artista Tailandês      |                     | Venceu    |